# Vulcan Hills
Vulcan Hills är en kulle i Antarktis. Den ligger i Östantarktis. Nya Zeeland gör anspråk på området. Toppen på Vulcan Hills är 3 025 meter över havet.
Terrängen runt Vulcan Hills är huvudsakligen kuperad, men åt sydväst är den bergig. Vulcan Hills är den högsta punkten i trakten. Trakten är obefolkad. Det finns inga samhällen i närheten.